# Einar Schanke
Einar Schanke (né le 19 mai 1927 et décédé le 23 février 1992 à Oslo) est un pianiste et compositeur norvégien. Dans sa carrière, il écrit des revues pour l'Edderkoppen Teater, puis pour le Chat Noir, dont il est également le directeur entre 1962 et 1975.

## Biographie
Schanke naît à Oslo, fils du boulanger Einar Schanke et d'Engeline Vindenes. Il se marie à Karin Anne Brit (« Lollo ») Andreassen en 1960.
Après avoir obtenu son diplôme d'étudiant en 1947, Schanke devient actif en tant que musicien de jazz swing indépendant à partir de 1949, et en tant qu'auteur pour diverses revues d'amateurs et d'étudiants à partir de 1950. En 1956, il collabore avec Bjørn Sand pour créer la revue Med vinger på, ainsi qu'une nouvelle version de la comédie à succès Bare jatt me'n, toutes deux montées au Edderkoppen Teater. Avec Alfred Næss, il présente la revue Ferske Fjes en 1957 au Chat Noir, où Schanke est chef d'orchestre, auteur, compositeur et parfois directeur de théâtre. Au début de sa carrière, Schanke écrit des classiques de la revue tels que En dåre kan spørre pour Arvid Nilssen, et Ro pour Kurt Foss et Reidar Bøe, ainsi que des textes de chansons pour Wenche Myhre et Nora Brockstedt. Il compose des mélodies pour des numéros de revues classiques comme Kjære lille Norge, Evergreen, Syng og vær glad et Festen er over.
En 1967, il acquiert l'Edderkoppen Teater, qu'il rebaptise « ABC-teatret ». Dans les années 1960, il crée la maison de disques Cat Music. Parmi ses albums les plus populaires figurent Kjære lille Norge, sorti en 1972, pour lequel il reçoit le Spellemannprisen, et Einar Schankes Gledeshus sorti en 1974. Il publie des albums avec Rolv Wesenlund et Harald Heide-Steen Jr. dont Og takk for det sorti en 1970, et la série Hørerør. Il publie également des albums avec Rolf Søder, Odd Børretzen et Arthur Arntzen. Il met en scène plusieurs comédies musicales au ABC Teater, notamment des adaptations norvégiennes des Fantastiques et de La Petite Boutique des horreurs.
La Leonardstatuetten porte son nom. Il est fait chevalier de l'ordre de Saint-Olaf.